# 天空之夢福岡

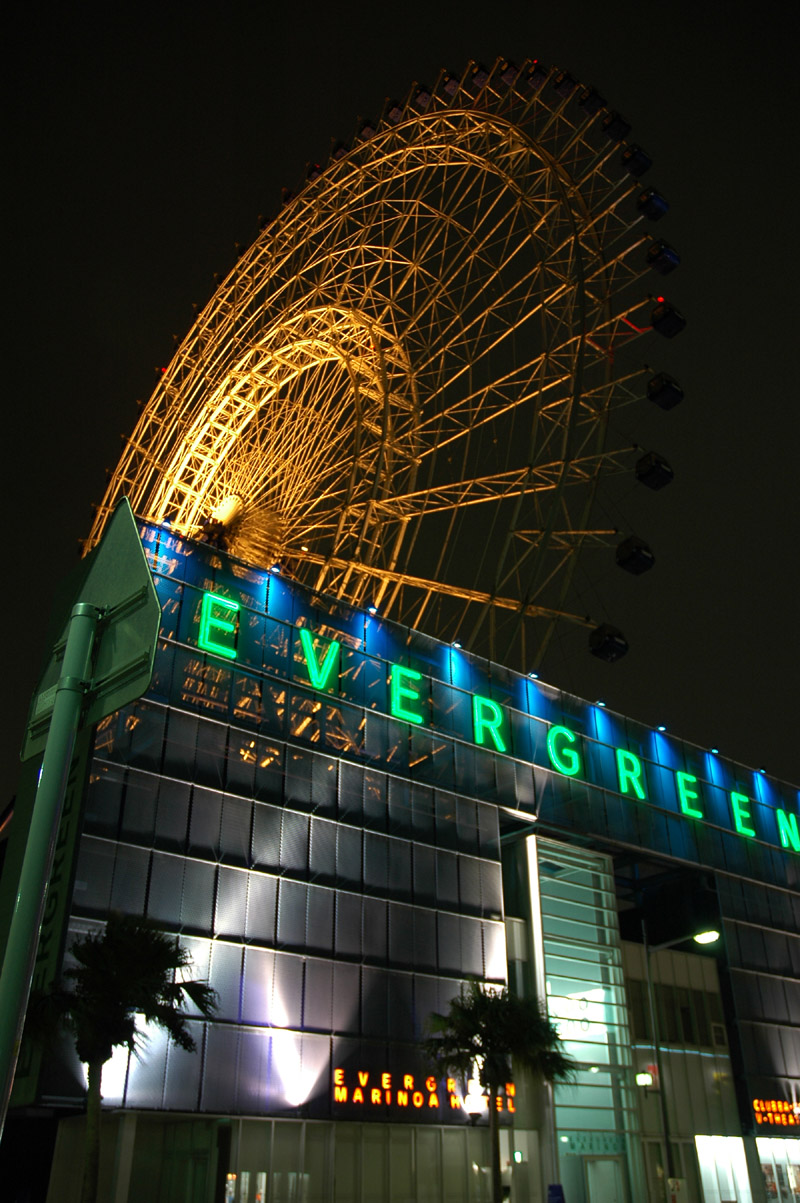
「天空之夢福岡」與長榮瑪琳諾亞飯店

天空之夢福岡（Sky Dream Fukuoka，簡稱SDF）是一座曾經座落於日本九州福岡市西郊，亞洲排行第二高、世界第四高的超大型摩天輪。SDF是長榮轉投資的長榮瑪琳諾亞（Evergreen Marinoa）的一部份，是一個綜合了旅館、遊樂場、商店與餐廳的綜合娛樂設施，緊鄰九州地區最大的暢貨購物中心（Outlet Mall）「福岡瑪琳諾亞」。直徑112公尺、距地總高120公尺的SDF，在2001年12月15日啟用當時，無論是在轉輪大小還是總高度的項目上，都位居世界第二的地位，僅次於位於英國倫敦的觀景式摩天輪「英航倫敦眼」（BA London Eye，總高135公尺），不過由於倫敦眼採用乘客艙位在轉輪外側的機械式旋轉結構，與常見、乘客艙位於轉輪內的重力式摩天輪（Ferris wheel）結構上不大相同，因此如果以純重力式摩天輪作排名而排除倫敦眼，SDF則曾一度是世界上第一高的重力式摩天輪。
SDF每旋轉一週需時20分鐘，全部的客艙都採密閉式配備有空調系統，每個客艙最多可以乘坐八名乘客。天氣晴朗時，搭乘SDF除了能眺望包括福岡塔（福岡タワ－）等現代化的城市景觀外，也能隔著博多灣看到能古島與志賀島等鄰近地區的離島。
SDF的入場全票為800日圓，學生與兒童則另有程度不一的折扣。另外值得一提的是，在緊鄰SDF一旁的福岡瑪琳諾亞內也有一個比較小型的摩天輪「天空之輪」（スカイホイール），因此形成少見的大小雙輪景象。
2009年9月，由於福岡瑪琳諾亞擴建的用地需求，業主決定終止SDF的營運，並預計將其拆卸轉售給台灣的月眉育樂世界（今「麗寶樂園」前身）。月眉育樂世界幕後營運商麗寶建設決定以新台幣2至3億元收購SDF，並以樂園入口處的到停車場前的空地為SDF的遷移預定地。
在SDF結束營業並拆除之後，承繼日本最高摩天輪頭銜的，是位於東京都葛西臨海公園的鑽石與花大摩天輪（ダイヤと花の大観覧車）。
自2014年9月於台灣正式動工組裝，前後耗時近3年，2017年5月於麗寶樂園渡假區重新啟用轉動。 麗寶樂園天空之夢摩天輪共有60個車廂，每車可搭乘6-8人，轉動一圈25分鐘，直徑120公尺，海拔總高度384公尺，總重1,300公噸，為台灣最大的摩天輪。